# Распространение филамента

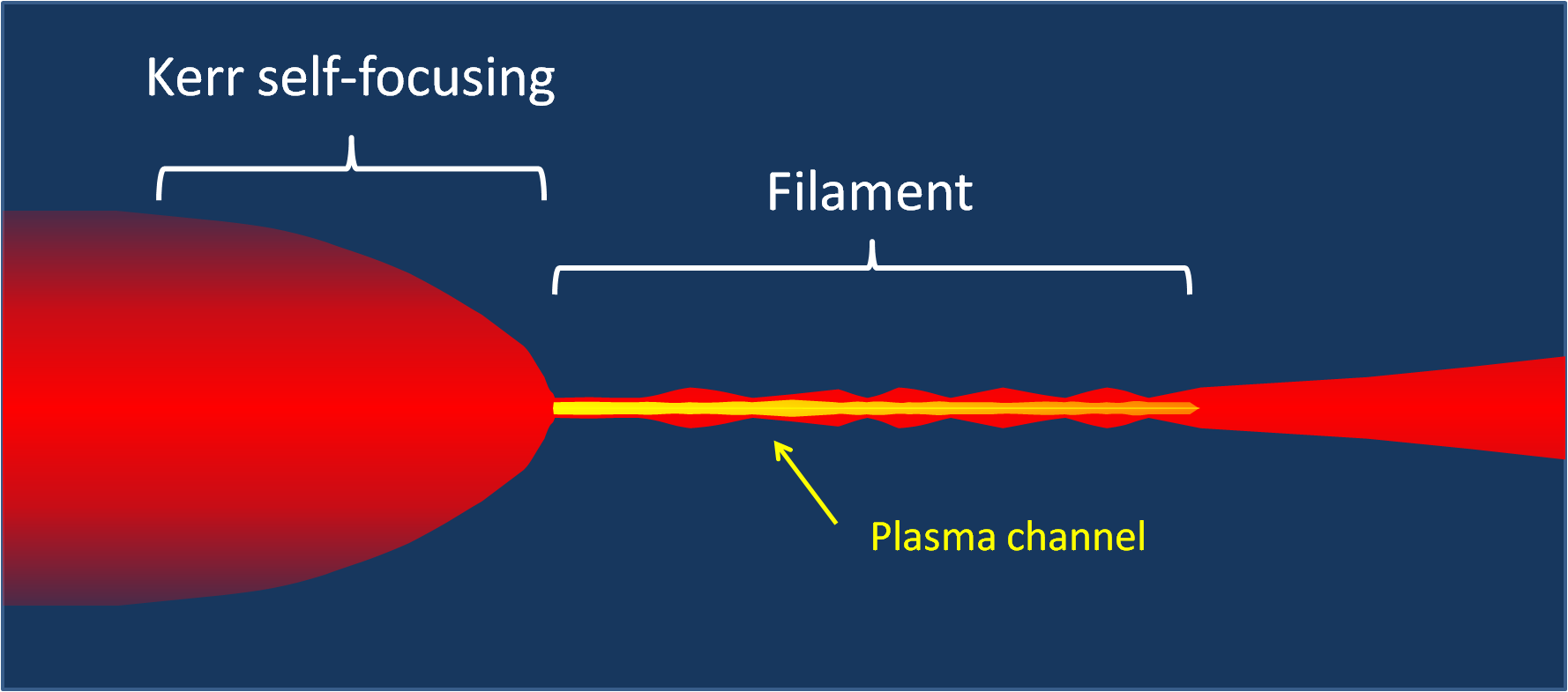
Иллюстрация явления филаментации фемтосекундным лазером

Распространение филамента - в нелинейной оптике это распространение пучка света в среде без дифракции. Это возможно, из-за эффекта Керра, который вызывает изменение показателя преломления в среде, что приводит к самофокусировке луча.
Следы нитевидного повреждения в стекле, вызванные лазерными импульсами, впервые были обнаружены М. Гершером в 1964 году. Распространение лазерных импульсов в атмосфере накала наблюдалось в 1994 году Жераром Муру и его командой из Мичиганского университета. Баланс между самофокусирующей рефракцией и самопоглощающей дифракцией при ионизации и разрежении лазерного луча с тераваттной интенсивностью, создаваемого усилением чирпированного импульса, в атмосфере создает «нити», которые действуют как волноводы для луча, таким образом предотвращая расхождение. Альтернативные теории о том, что наблюдаемая светящаяся нить на самом деле была иллюзией, созданной аксиконическим (бесселевым) или движущимся фокусом вместо «волноводной» концентрации оптической энергии, были опровергнуты работниками Национальной лаборатории Лос-Аламоса в 1997 году. Хотя для описания процесса филаментации были разработаны сложные модели, теория, предложенная Akozbek et al. предоставляет полуаналитическое и простое для понимания решение для распространения сильных лазерных импульсов в воздухе.
Распространение филамента в полупроводниковой среде наблюдается в лазерах с вертикальной полостью и большой апертурой.

## Фемтосекундная лазерная филаментация в газовых средах

### Самофокусировка
Для самофокусировки нужна максимальная мощность лазера, превышающая критическую мощность {\displaystyle P_{c}} (порядка гигаватт в воздухе  ), однако для инфракрасных (ИК) наносекундных импульсов с пиковыми мощностями, превышающими критическую мощность, самофокусировка невозможна. Многофотонная ионизация, обратное тормозное излучение и электронная лавинная ионизация являются тремя основными результатами взаимодействия газа и лазера. Последние два процесса являются взаимодействиями типа столкновений и требуют короткого времени для выполнения (пикосекунда - наносекунда). Наносекундный импульс достаточно длинный, чтобы вызвать пробой воздуха, прежде чем мощность достигнет порядка ГВт, необходимого для самофокусировки. При распаде газа образуется плазма, которая обладает поглощающим и отражающим эффектом, поэтому самофокусировка запрещена.

## Распространение филамента в фотореактивных системах
Образование и распространение филаментов можно наблюдать в фотополимерных системах. Такие системы демонстрируют керровоподобную оптическую нелинейность за счет увеличения показателя преломления на основе фотореактивности. Волокна образуются в результате самозахвата отдельных лучей или нестабильности модуляции широкого светового профиля. Распространение филамента наблюдалось в нескольких фотополимеризующихся системах, включая органосилоксан, акрил, эпоксид и сополимеры с эпоксидными смолами, и смеси полимеров. Местами формирования и распространения "нити накала" можно управлять путем модулирования пространственного профиля входного светового поля. Такие фотореактивные системы способны производить филаменты из пространственно и временно некогерентного света, потому что медленная реакция реагирует на усредненную по времени интенсивность оптического поля, в результате чего фемтосекундные колебания размываются.  Это похоже на фоторефракционные среды с не мгновенными откликами, которые обеспечивают распространение филамента при некогерентном или частично некогерентном свете.

## Потенциальные применения
Филаменты, превратившись в плазму, изменяют узкополосный лазерный импульс в широкополосный, имеют совершенно новый набор применений. Интересным аспектом плазмы, вызванной филаментацией, является ограниченная плотность электронов, что предотвращает оптический пробой. Этот эффект является отличным источником для спектроскопии высокого давления с низким уровнем континуума, а также меньшим расширением линии. Ещё одно потенциальное применение - ЛИДАР- мониторинг атмосферы.
В июле 2014 года исследователи из Университета Мэриленда сообщили об использовании филаментных фемтосекундных лазерных импульсов в квадратном расположении для создания градиента плотности в воздухе, который действовал как оптический волновод, длящийся порядка нескольких миллисекунд. Первоначальные эксперименты показали усиление сигнала на 50% по сравнению с неуправляемым сигналом на расстоянии около 1 метра.

## Внешние ссылки
- Experiments Detail How Powerful Ultrashort Laser Pulses Propagate through Air
- Filamentation and Propagation of Ultra-Short, Intense Laser Pulses in Air